# 比爾·埃斯特森

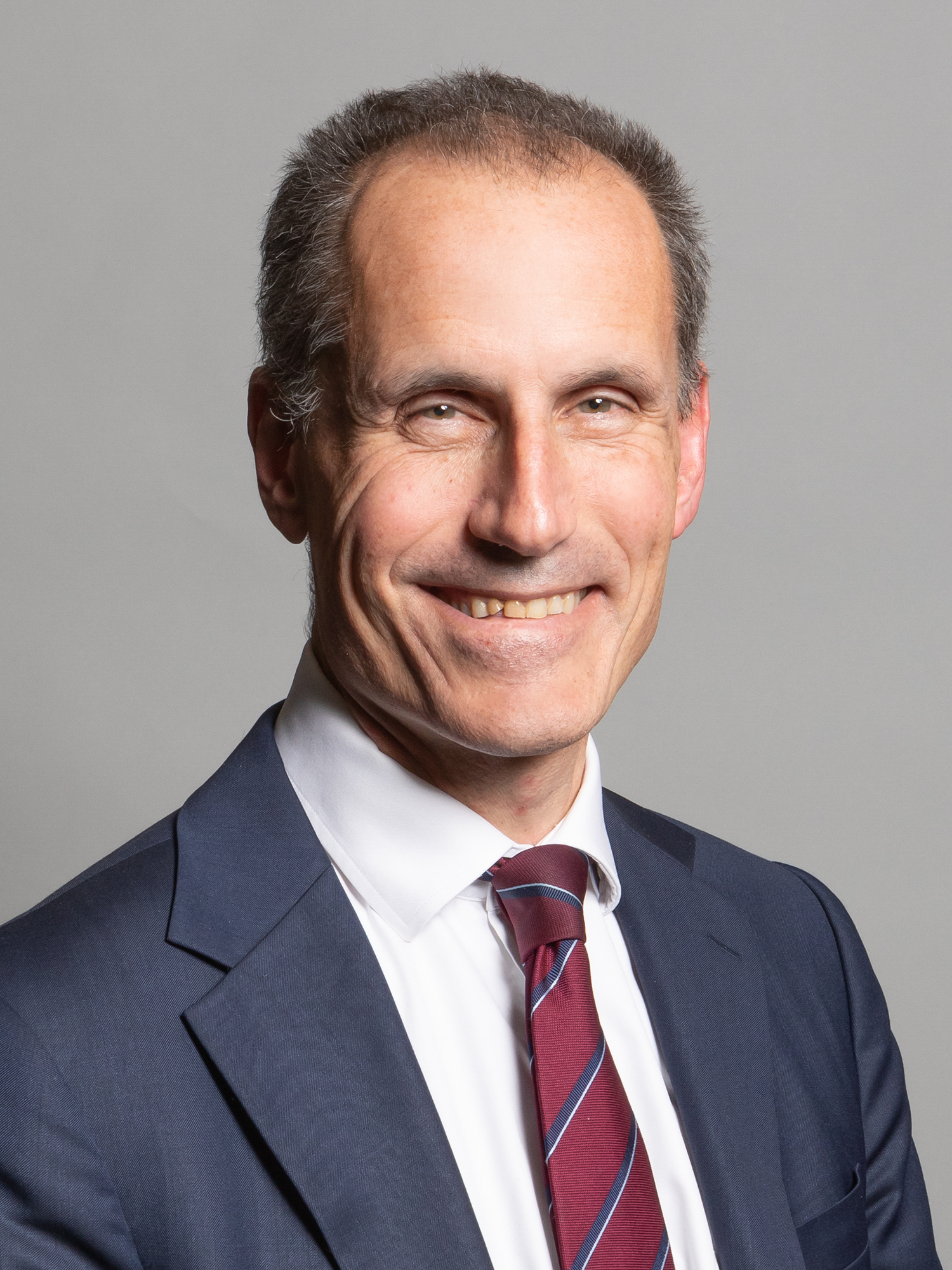

比爾·埃斯特森（Bill Esterson，1966年10月27日—）是一位英格蘭政治人物，他的黨籍是工黨。自2010年開始，他擔任中塞夫頓選區選出的英國下議院議員。他擁有數學和哲學學位。